# Mrs Bradleys mysterier
Mrs Bradleys mysterier, brittisk TV-serie, 1998 - 1999, producerad av BBC. Serien utspelar sig i 1920-talets England. Mrs Adele Bradley, (Diana Rigg) och hennes chaufför George Moody (Neil Dudgeon), löser deckargåtor.